# Disepalum plagioneurum
Disepalum plagioneurum är en kirimojaväxtart som först beskrevs av Friedrich Ludwig Diels, och fick sitt nu gällande namn av David Mark Johnson. Disepalum plagioneurum ingår i släktet Disepalum och familjen kirimojaväxter. IUCN kategoriserar arten globalt som livskraftig. Inga underarter finns listade i Catalogue of Life.